# Natalija Trozenko
Natalija Trozenko (* 7. November 1985) ist eine ukrainische Gewichtheberin.

## Karriere
Natalija Trozenko gewann zwei Silbermedaillen bei den Europameisterschaften 2006 mit einer Gesamtleistung von 190 kg und 2007 mit 186 kg. 2008 wurde sie Europameister in der Gewichtsklasse bis 53 kg mit einem Zweikampfergebnis von 197 kg. 2009 in Bukarest konnte die Ukrainerin ihren Erfolg wiederholen und gewann die Europameisterschaften mit einer Leistung von 192 kg.
| Personendaten    | Personendaten              |
| ---------------- | -------------------------- |
| NAME             | Trozenko, Natalija         |
| KURZBESCHREIBUNG | ukrainische Gewichtheberin |
| GEBURTSDATUM     | 7. November 1985           |